# Jonathan McKee
Jonathan McKee (Seattle, 19 dicembre 1959) è un ex velista statunitense.

## Palmarès

### Olimpiadi
- 2 medaglie:
  - 1 oro (Los Angeles 1984 nella classe Flying Dutchman)
  - 1 bronzo (Sydney 2000 nella classe 49er)